# Gyropyga nigra
Gyropyga nigra är en stekelart som beskrevs av Henry Keith Townes, Jr. 1970. Gyropyga nigra ingår i släktet Gyropyga och familjen brokparasitsteklar. Inga underarter finns listade i Catalogue of Life.